# Aloïse Retornaz
Aloïse Retornaz (Brest, 3 de febrero de 1994) es una deportista francesa que compite en vela en las clases 470 y Nacra 17.
Participó en los Juegos Olímpicos de Tokio 2020, obteniendo una medalla de bronce en la clase 470 (junto con Camille Lecointre).
Ganó una medalla de bronce en el Campeonato Mundial de 470 de 2019 y tres medallas en el Campeonato Europeo de 470 entre los años 2019 y 2023. Además, obtuvo una medalla de bronce en el Campeonato Europeo de Nacra 17 de 2025.

## Palmarés internacional
| Juegos Olímpicos   | Juegos Olímpicos     | Juegos Olímpicos  | Juegos Olímpicos |
| Año                | Lugar                | Medalla           | Clase            |
| ------------------ | -------------------- | ----------------- | ---------------- |
| 2020               | Tokio (Japón)        | Medalla de bronce | 470              |
| Campeonato Mundial |                      |                   |                  |
| Año                | Lugar                | Medalla           | Clase            |
| 2019               | Enoshima (Japón)     | Medalla de bronce | 470              |
| Campeonato Europeo |                      |                   |                  |
| Año                | Lugar                | Medalla           | Clase            |
| 2019               | San Remo (Italia)    | Medalla de oro    | 470              |
| 2021               | Vilamoura (Portugal) | Medalla de oro    | 470              |
| 2023               | San Remo (Italia)    | Medalla de bronce | 470 mixto        |

| Campeonato Europeo | Campeonato Europeo | Campeonato Europeo | Campeonato Europeo |
| Año                | Lugar              | Medalla            | Clase              |
| ------------------ | ------------------ | ------------------ | ------------------ |
| 2025               | Salónica (Grecia)  | Medalla de bronce  | Nacra 17           |